# Когут Зоя
Зоя Ніконенко, у шлюбі Когут (нар. 21 травня 1925, Суми — 30 квітня 1997, Мельбурн) — українська поетеса та письменниця в діаспорі.

## Біографія
Народилася 21 травня 1925 року в Сумах у родині адвоката. Батько був репресований (1930), потім звільнений (1939). У 1943 році емігрувала в Німеччину, працювала перекладачкою. Після закінчення війни вступила на філософський факультет Фрайбурзького університету. У 1948 році побралася з Лонгином Когутом та емігрувала у 1949 до Австралії, працювала дикторкою на радіо в Мельбурні. Почала друкуватися з середини 1960-х, організовувала вечори гумору і сатири. 30 квітня 1997 року померла в Мельбурні.

## Твори
- Когут Зоя. «Вільній думці» в альбом // Альманах українського часопису «Вільна думка» та Фундації українознавчих студій в Австралії. — Сідней, 1994. — С. 190—191.
- Когут Зоя. Культурні арабески: Поезія і проза. — Мельбурн: Просвіта, 1969, обкладинка: Едвард Козак; Полтава, 1992.
- Когут Зоя. Кучерявий дим: Поезії. — Нью-Йорк: Слово, 1974; обкладинка: Едвард Козак.
- Когут Зоя. Поема і вірші // Рідні голоси з далекого континенту: Твори сучасних українських письменників Австралії / Упоряд. та передм. А. Г. Михайленка. — К.: Веселка, 1993. — С. 184—195.